# بورت دو شارنتون (مترو باريس)
بورت دو شارنتون (بالفرنسية: Porte de Charenton)‏ هي محطة مترو تابعة لمترو باريس تقع في فرنسا في الدائرة الثانية عشرة في باريس.[بحاجة لمصدر]